# Dave Abbruzzese
David James Abbruzzese (Stamford, 17 de maio de 1968) é um baterista estadunidense. Fez parte da banda Pearl Jam de 1991 até 1994, quando foi demitido, sem que fosse dada nenhuma explicação oficial sobre esse fato. Nessa banda, substituiu Dave Krusen que gravou o álbum Ten e logo teve que abandonar a banda por problemas particulares. Abbruzzese gravou os álbuns Vs. e Vitalogy, clipes de "Even Flow", "Oceans" e "Jeremy", além do MTV Unplugged em 1992.

## Biografia

### Início da vida
Dave Abbruzzese nasceu em Stamford, Connecticut, mas cresceu em Mesquite, Texas, onde participou do Vanston Jr. High (Escola).  Abbruzzese cresceu batucando nas caixas de seu pai. Enquanto ficava em casa, a única coisa em seu quarto (além de uma cama) era a sua bateria. Mais tarde Abbruzzese abandonou a North Mesquite High School numa idade ingênua e começou a se concentrar em tocar bateria mais do que nunca. Ele começou a tocar no cenários musical do Texas, atuando em bandas como Segueway, Flaming Hemorrhoids e Course Of Empire, e ao longo do caminho, ele formou uma banda chamada Dr. Tongue, um trio, uma banda de Funk Rock com shows influentes na área de Dallas e Denton.

### Pearl Jam
Em 1991, Abbruzzese recebe um telefonema do baterista e amigo Matt Chamberlain, a quem Abbruzzese sabia através da cena da música do Texas, assim que Matt Chamberlain saiu do Pearl Jam, para o preenchimento na banda, entrou o Abbruzzese.  Chamberlain tinha postos seus olhos na banda do Saturday Night Live. Abbruzzese foi para Seattle, Washington para conhecer e familiarizar-se com os membros do Pearl Jam. Embora seus gostos musicais eram muito diversos dos outros membros, Abbruzzese escolheu se juntar Pearl Jam, tocando seu primeiro show em 23 de agosto de 1991. Inicialmente, Abbruzzese estava relutante em se juntar à banda em tempo integral. Então, depois de seu segundo show com Pearl Jam, Abbruzzese foi direto até seu estúdio de tatuagem local e tinha boneco do baixista Jeff Ament desenho da manga do "Alive" único tatuado em seu ombro esquerdo. Abbruzzese se juntou ao grupo e tocou no resto dos shows do Pearl Jam que apoiam o álbum Ten. Abbruzzese excursionou extensivamente para o álbum Ten e teve performance no trabalho do MTV Unplugged e Saturday Night Live. A banda viu-se em meio a súbita popularidade e atenção dada a cena musical de Seattle e do gênero conhecido como grunge.
Com Abbruzzese, a banda gravou o seu segundo álbum de estúdio, Vs., Lançado em 1993. Após o seu lançamento, Vs. foi definido no momento com o recorde de mais cópias de um álbum vendidas em uma semana e passou cinco semanas no número um na Billboard 200. Vs. foi nomeado para um Grammy de Melhor Álbum de Rock em 1995. Do álbum Vs., a música "Daughter" recebeu uma indicação ao Grammy de Melhor Performance Rock por um Dupla ou Grupo com Vocal e a canção "Go" recebeu uma indicação ao Grammy de Melhor Performance Hard Rock. Abbruzzese excursionou extensivamente para Vs. e definiu sua aparência no Saturday Night Live. Abbruzzese escreveu as músicas "Go", "Last Exit" e "Angel" do Pearl Jam (em 1993, escritas para os singles de Natal). Ele tocou com o Pearl Jam até 17 abril de 1994. Em 1994, a banda começou um boicote bem divulgado contra a Ticketmaster. Embora Abbruzzese tivesse realizado o terceiro álbum de estúdio da banda, Vitalogy, ele foi demitido em agosto de 1994 devido os conflitos de personalidade com os membros da banda, quatro meses antes do álbum ser lançado.
Ament afirmou,"Dave foi um ovo diferente, com certeza. Havia um monte de coisas, a personalidade de sábio, onde eu não olhava olho a olho com ele. Ele era mais confortável ser uma estrela do Rock do que o resto de nós. Festa, meninas, carros . Eu não sei se alguém estava no mesmo espaço. ".
O guitarrista Stone Gossard disse: "Foi a natureza da política de nossa banda: Coube a mim dizer: 'Ei, nós tentamos, ele não está funcionando, é tempo de seguir em frente." Em um nível superficial, foi uma luta política:. Por alguma razão a sua capacidade de comunicar-se com Ed e Jeff foi muito abafada, eu certamente não acho que foi tudo culpa do Dave Abbruzzese, que foi sufocado". Abbruzzese declarou: "Eu realmente não concordei com o que estava acontecendo. Eu não concordo com as coisas sobre o Ticketmaster em tudo. Mas eu não culpo ninguém e não ficarei com qualquer rancor. Eu estaria mentindo se eu dissesse que não fui furioso e magoado por muito tempo. Mas agora eu só gostaria que houvesse mais músicas da banda que eu era uma parte. "

### Outros projetos musicais
Em 30 de setembro de 1997, da recém-formada banda de Abbruzzese, a Green Romance Orchestra, lançando o Play Parts I & V. O álbum viu Abbruzzese trazer suas próprias canções para a prancheta, bem como desempenhar o papel de um produtor.  Play Parts I & V é um lançamento da Free Association Records, que foi formada por Abbruzzese em 1996.
Em 1997, Abbruzzese ensaiou com Axl Rose durante o Making Of do álbum de 2008, Chinese Democracy do Guns N' Roses . No entanto, nenhum dos materiais das sessões acabaram no álbum.
Depois disso, Abbruzzese trabalhou com o Hairy Apes BMX. Ele misturou, produzido e projetado o "2000 álbum" da banda, Out Demons. Abbruzzese também emprestou a banda uma mão atrás de seu kit de bateria em sua turnê do Midwestern tour.
Abbruzzese está atualmente na turnê do The IMF's. Com Jara Harris, Stevie Salas, Bernard Fowler.

### Estilos musicais e influências
Abbruzzese citou John Bonham, Sly and the Family Stone, e os Red Hot Chili Peppers como influências. As marcas registradas da Abruzzese incluem o uso intensivo de pratos ''splash'', o "toque duplo" (rudimento que consiste em utilizar duas notas para cada mão, ou seja, duas notas para a mão direita e duas notas para a mão esquerda) e um pé direito rápido. Abbruzzese recusou-se a usar dois bumbos ou pedal duplo, concentrando-se em tocar o melhor que podia com um único pedal. Abbruzzese também é conhecido por bater com muita força, o que pode ser uma consequência de ter sofrido de Síndrome do túnel carpal numa fase da sua vida.

### Equipamento
No início, nas pré-gravações do Vs. do Pearl Jam, as faixas gravadas para a trilha sonora e a versão em vídeo de "Even Flow", Abbruzzese é conhecido por ter usado bateria Ludwig (Numa atuação espetacular que ao ver o vídeo pode-se sentir a energia passado pelo baterista). A partir do Vs., ele usa a bateria Drum Workshop com pratos Sabian, e parecia usando os tons 8x12 Brady Tarola. Abbruzzese também teve sua própria linha de baquetas de assinatura, fabricados e comercializados pela Pro-Mark, mas o modelo que leva seu nome parece ter sido descontinuado.

### Vida pessoal
Abbruzzese se casou com sua namorada de infância, Laura Whisman, em 2 de setembro de 2006. Ele atualmente mora no Texas, na área de Dallas / Fort Worth. Abbruzzese tem uma filha, Francesca, de um relacionamento anterior. Ela nasceu em Jerome, Arizona em 2003 e está atualmente vivendo com sua mãe no Texas.